# كارلوس مونسيفايس
كارلوس مونسيفايس (Carlos Monsiváis) كاتب مكسيكي وناقد وناشط سياسي وصحفي؛ كتب أعمدة الرأي السياسي في الصحف الرائدة داخل القطاعات التقدمية في البلاد.فاز مونسيفايس بأكثر من 33 جائزة، بما في ذلك جائزة خورخي كويستا 1986 ، وجائزة مازاتلان لعام 1989، وجائزة زافيير فيلاوروتيا لعام 1996 :والجائزة الوطنية للصحافة لعام1977؛جائزة الأمير كلوز لعام 1998. اعتبر مونسيفايس مفكرا رائدا في وقته، موثق للموضوعات المكسيكية المعاصرة، والقيم، والصراعات الطبقية،
والتغيير المجتمعي في مقالاته وكتب أيضا مقالات الرأي.كان ناقدا قويا لجمعية حزب الثورة لفترة طويلة، ويميل للإتجاه اليساري، وكان ينشر آرائه أيضا في الإذاعة والتلفزيون.

## السيرة الذاتية

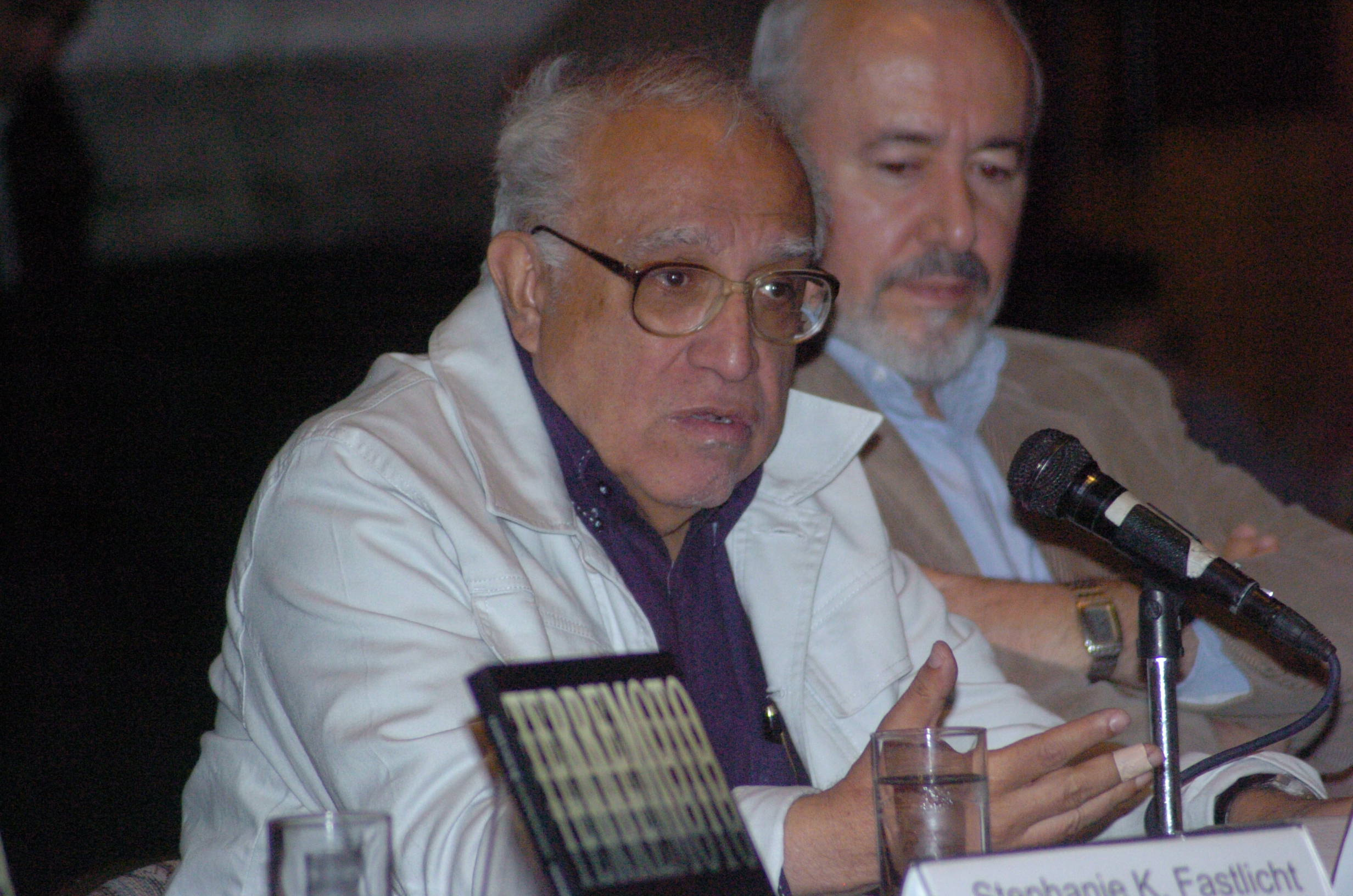
مونسيفايس في المكسيك عام 2005

كارلوس مونسيفايس ولد في مكسيكو سيتي في 4 مايو 1938 .درس الاقتصاد والفلسفة في الجامعة الوطنية للمكسيك .كطالب شارك مونسيفايس في الاحتجاجات التي أعادت تأسيس الديمقراطية المكسيكية من 1956 إلى 1958 ،عمل في مجلة ميديو سيغلو .و من 1956 إلى 1958، عمل كمحرر في ميديو سيغلو. وكمؤلف سينمائي ،و يعتبر واحدا من العصر الذهبي للمراقبين السينمائيين المكسيكيين.ويمثل مونسيفايس كمحلل للعديد من وسائل الإعلام المختلفة، لتشمل الأفلام والفن وكرة القدم. كتاباته، بعضهاساخرة، تظهر فهم عميق لأصل الثقافة الشعبية المكسيكية.

## سيرته الأدبية
من 1962 إلى 1963 و1967 إلى 1968، كان مونسيفايس عضوا في مركز مركز الكتاب المكسيكيين. في عام 1965 التحق بمركز الدراسات الدولية بجامعة هارفارد.
في عام 1969،نشر مونسيفايس أول مقالتين ؛وقد وصفت بأنها عالمية ولها وصف ممتاز لجوهر الحياة السياسية والثقافية المكسيكية. في عام 1971،أصدر كتابا بعنوان دياس دي غواردار،و تم تجميعه في كتاب مع مقالاته الأولى. في عام 1976 ألف مونسيفايس (Amor perdido)، الذي قام فيه بتفصيل شخصيات الفيلم الأسطورية على أساس الأغنية الشعبية، والسياسة اليسارية، والبرجوازية.
خلال الثمانينيات ،كتب مونسيفايس الجزء الأكبر من العديد من الأعمال التي شكلت حياته المهنية. وتشمل هذه الأعمال 1984 (De qué se ríe el licenciado) و ( Entrada libre)، وغيرها من الأعمال.في عام 1982 كتب كتابا بعنوان التعليم المسيحي الجديد للهنود المشردين،
و في شكل سرد، روى مونسيفايس زلزال مدينة المكسيك عام 1985 الذي قتل الآلاف؛ وكتب قصتين وثقتا الزلزال.
في عام 1992 ،أنشأ مونسيفايس كتاب سيرة ذاتية لحياة فريدا كاهلو(Frida Kahlo).
كتب العديد من المختارات بما في ذلك الشعر المكسيكي للقرن العاشر في عام 1966 و كتاب ( Los narradores ante el público)عام 1969 و في عام 1986 كتب سيرة ذاتية عن جورج كويستا.
وظل مونسيفايس مبدعا في السنوات الأخيرة، وفي عام 2002 كتب مقالا عن أمادو نيرفو Amado Nervo.

## حياته السياسية
كان يعرف مونسيفاس بأنه ناشط في القضايا اليسارية.
وفي عام 1968، تركت مذبحة تلاتيلولكو علامة مميزة على مونسيفايس.
وقد أكد منتقدوه أن حياة مونسيفايس كانت مليئة بالأعمال الاجتماعية التي تتشابك مع الحياة السياسية والشخصيات الهزلية، حيث كتب عن "مذبحة الجيش عام 1968 التي تفاوت عدد القتلى فيها من 25 إلى 350 أصبح مونسيفايس مدافعا عن جيش جماعة زاباتيستا للتحرير الوطني.
في عام 1994 ،دعم ثورة زاباتيستا في تشياباس نيابة عن الشعوب الأصلية في المكسيك. زار مونسيفايس مع الكاتب البرتغالي خوسيه ساراماجو معسكرات المتمردين في تشياباس.
في عام 2002 ،تحدث بشكل نقدي ضد رسالة سوبكوماندانت ماركوس رئيس جماعة زاباتيستا التي دعمت جماعة إسلامية من الباسك و وقع مونسيفايس عريضة لدعم استقلال بورتوريكو من الولايات المتحدة الأمريكية .

## موته
دخل المستشفى في 2 أبريل / نيسان 2010 وتدهورت صحته و في 19 يونيو 2010 أعلن عن مونسيفايس ميتا بعد مشاكل في الجهاز التنفسي.

## عن حياته الشخصية
لم يتزوج مونسيفايس ولم يكن له أطفال و يملك مونسيفايس منزل صغير مؤلف من طابقين في كولونيا بورتاليس بمدينة مكسيكو؛و بدلا من الأطفال، كان يملك 13 قطط صغيرة وأجرى مقابلات وهم في حضنه؛وفي و وقت فراغه، يقضيه مونسيفايس بالقراءة ومتابعة السينما.

## أعماله

### مقالات
- Principados y potestades (1969)
- Días de guardar (1970)
- «Notas sobre la cultura mexicana en el siglo XX» en Historia General de México (1976)
- Amor perdido (1977)
- El crimen en el cine (1977)
- Cultura urbana y creación intelectual. El caso mexicano (1981)
- Cuando los banqueros se van (1982)
- De qué se ríe el licenciado. Una crónica de los 40 (1984)
- Confrontaciones (1985)
- El poder de la imagen y la imagen del poder. Fotografías de prensa del porfiriato a la época actual (1985)
- Entrada libre. Crónicas de la sociedad que se organiza (1987)
- Escenas de pudor y liviandad (1988)
- El género epistolar. Un homenaje a manera de carta abierta (1991)
- El teatro de los Insurgentes: 1953-1993 (1993)
- Sin límite de tiempo con límite de espacio: arte, ciudad, gente, colección de Carlos Monsiváis (1993)
- Rostros del cine mexicano (1993)
- Por mi madre, bohemios I (1993)
- Los mil y un velorios. Crónica de la nota roja (1994)
- Luneta y galería (Atmósferas de la capital 1920-1959) (1994)
- Los rituales del caos (1995)
- Cultura popular mexicana (1995)
- Aire de familia. Colección de Carlos Monsiváis (1995)
- Diez segundos del cine nacional (1995)
- El bolero (1995)
- Recetario del cine mexicano (1996)
- Del rancho al Internet (1999)
- Aires de familia. Cultura y sociedad en América Latina (2000)
- Las herencias ocultas del pensamiento liberal del siglo XIX (2000)
- Las tradiciones de la imagen: Notas sobre poesía mexicana (2001)
- Protestantismo, diversidad y tolerancia (2002)
- Bolero: Clave del corazón (2004)
- «No sin nosotros». Los días del terremoto 1985-2005 (2005)
- Las herencias ocultas de la Reforma Liberal del Siglo XIX (2006)
- Imágenes de la tradición viva (2006)
- Las alusiones perdidas (2007)
- El Estado laico y sus malquerientes (2008)
- El 68, la tradición de la resistencia (2008)
- Escribir, por ejemplo. De los inventores de la tradición (2008)
- Los mil y un velorios. Crónica de la nota roja en México (2009)
- Antología personal (2009)
- Apocalipstick (2009)
- Historia mínima de la cultura mexicana en el siglo XX (2010)
- Democracia, primera llamada. El movimiento estudiantil de 1968 (2010)
- Que se abra esa puerta. Crónicas y ensayos sobre la diversidad sexual (2010)
- Los ídolos a nado. Una antología global (2011) / Selección de textos por Jordi Soler.
- Antología esencial (2012) / Prólogo de Juan Villoro.
- Las esencias viajeras. Hacia una crónica cultural del Bicentenario de la Independencia (2012)
- Maravillas que son, sombras que fueron. La fotografía en México (2012)
- Aproximaciones y reintegros (2012) / Compilación y edición de Carlos Mapes.
- Misógino feminista (2013) / Selección y prólogo de Marta Lamas.

### نصوص السيرة الذاتية
- Carlos Monsiváis (autobiografía) (1966)
- Celia Montalván (te brindas voluptuosa e impudente) (1982)
- María Izquierdo (1986)
- Luis García Guerrero: novedad del paisaje (1987)
- José Chávez Morado (1989)
- Escenas mexicanas en la obra de Teresa Nava (1997)
- Salvador Novo. Lo marginal en el centro (2000)
- Adonde yo soy tú somos nosotros. Octavio Paz: crónica de vida y obra (2000)
- Novoamor (2001)
- Yo te bendigo, vida. Amado Nervo: Crónica de vida y obra (2002)
- Carlos Pellicer: Iconografía (2003)
- Annita Brenner: Visión de una época (2006)
- Frida Kahlo (2007)
- Rosa Covarrubias: Una americana que amó México (2007)
- Pedro Infante: Las leyes del querer (2008)

### القصة
- Nuevo catecismo para indios remisos (1982)

### في الأنثولوجيا Antologías
- La poesía mexicana del siglo XX (1966)
- Poesía mexicana II, 1915-1979 (1979)
- A ustedes les consta. Antología de la crónica en México (1980) (Edición ampliada en 2006)
- Lo fugitivo permanece. 21 cuentos mexicanos (1984)
- La poesía mexicana II, 1915-1985 (1985)

### ترجمات
- Mexican Postcards (1997) (trad. John Kraniauskas)
- A New Catechism for Recalcitrant Indians (2007) (trad. Jeffrey Browitt y Nidia Esperanza Castrillón)
- Obřady chaosu (2007) (trad. checo por Markéta Riebová)

### نصوص في كتب جماعية
- Historia ¿Para qué? (1980) (ISBN 968-23-1023-7)
- Mitos mexicanos (1995) (Enrique Florescano, coordinador)
- Pasión en Iztapalapa (2008) (Laura Emilia Pacheco, coordinadora)
- «Los enigmas verbales», en VV.AA., Palabras iluminadas. Editor: Manuel Ferro. Madrid: La Casa Encendida, 2012. [Catálogo de la exposición sobre la obra gráfica de José-Miguel Ullán]

### مؤلفات كتب بالتعاون مع كتاب و جهات أخرى
- "Historia General de México" (1972)/ Colegio de México
- Frida Kahlo. Una vida, una obra (1992) / Rafael Vázquez Bayod
- A través del espejo: el cine mexicano y su público (1994) / Carlos Bonfil
- Parte de guerra. Tlatelolco 1968. Documentos del general Marcelino García Barragán. Los hechos y la historia (1999) / Julio Scherer
- Parte de Guerra II. Los rostros del 68 (2002) / Julio Scherer
- Tiempo de saber (2003) / Julio Scherer
- El centro histórico de la Ciudad de México (2006) / Francis Alÿs
- El viajero lúgubre: Julio Ruelas modernista, 1870-1907 (2007) / Antonio Saborit y Teresa del Conde
- El hombre de negro (2007) / Helioflores

## وصلات خارجية
- كارلوس مونسيفايس على موقع IMDb (الإنجليزية)
- كارلوس مونسيفايس على موقع قاعدة بيانات الفيلم (الإنجليزية)